# Agustín Arce
Agustín Matías Arce Melli (Lampa, 24 de enero de 2005) es un futbolista chileno que juega como mediocampista en Deportes Limache de la Primera División de Chile.

## Trayectoria

### Universidad de Chile
Se inició en el fútbol en una escuela formativa de la Universidad de Chile a los 4 años, también tuvo un paso en las escuelas formativas de Santiago Morning hasta que en 2013 llegó a las divisiónes inferiores de la Universidad de Chile.
En el año 2022, gracias a su buen desempeño en las inferiores de la Universidad de Chile, llamó la atención de Diego López y fue convocado por primera vez para un encuentro contra Antofagasta en la Primera División. Su debut profesional lo realizó el día 22 de agosto de 2022 en un encuentro contra Cobresal por la Copa Chile.

## Selección nacional

### Selecciones menores
Fue convocado por Nicolás Córdova para disputar el Campeonato Sudamericano Sub-20 de 2025, donde fue una de las figuras de la selección chilena sub-20 que clasificó al hexagonal final, al asistir en 2 ocasiones contra Perú y Venezuela respectivamente, sin embargo pese a que en el hexagonal final anotó ante Paraguay y dio una nueva asistencia ante Colombia, no logró obtener la confianza del entrenador, siendo suplente en 3 de los 5 partidos disputados en la fase final. Chile no logró clasificar a la cita mundialista al quedar sexto de 6 equipos con 1 punto.

#### Participaciones en Sudamericanos
| Torneo                      | Sede      | Resultado  | Partidos | Goles | Asistencias |
| --------------------------- | --------- | ---------- | -------- | ----- | ----------- |
| Sudamericano Sub-20 de 2025 | Venezuela | Fase final | 7        | 1     | 3           |

## Estadísticas
| Club                         | Div.       | Temporada  | Liga  | Liga  | Copas nacionales | Copas nacionales | Torneos internacionales | Torneos internacionales | Total | Total |
| Club                         | Div.       | Temporada  | Part. | Goles | Part.            | Goles            | Part.                   | Goles                   | Part. | Goles |
| ---------------------------- | ---------- | ---------- | ----- | ----- | ---------------- | ---------------- | ----------------------- | ----------------------- | ----- | ----- |
| Universidad de Chile · Chile | 1.ª        | 2022       | 0     | 0     | 1                | 0                | —                       | —                       | 1     | 0     |
| Universidad de Chile · Chile | 1.ª        | 2023       | 0     | 0     | —                | —                | —                       | —                       | 0     | 0     |
| Universidad de Chile · Chile | 1.ª        | 2024       | 0     | 0     | 1                | 0                | —                       | —                       | 1     | 0     |
| Universidad de Chile · Chile | 1.ª        | 2025       | 1     | 0     | 3                | 0                | —                       | —                       | 4     | 0     |
| Universidad de Chile · Chile | Total club | Total club | 1     | 0     | 3                | 0                | 0                       | 0                       | 6     | 0     |
| Total club                   | Total club | Total club | 1     | 0     | 5                | 0                | 0                       | 0                       | 6     | 0     |
| 1. 2.                        |            |            |       |       |                  |                  |                         |                         |       |       |

## Palmarés

### Títulos nacionales
| Título     | Club                 | País  | Año  |
| ---------- | -------------------- | ----- | ---- |
| Copa Chile | Universidad de Chile | Chile | 2024 |